# 국목에 관한 목록
다음은 나라를 상징하는 나무인 '국목'을 나열한 목록이다. 여기서 국목이란, 대한민국의 소나무와 같은 나라를 대표하는 상징 나무다.

## 국목 목록
List of national trees 영문 문서 참고